# The Dinner Party
The Dinner Party (La cena) è una installazione artistica realizzata dall'artista femminista statunitense Judy Chicago, inscenata dal 1974 al 1979. Considerata la prima opera femminista «epica», si presenta come una storia simbolica delle donne nella civiltà occidentale. Questa installazione si compone di 39 posti apparecchiati, disposti lungo una tavola triangolare, dove ogni posto rappresenta una figura storica femminile. Fra le altre donne, sono rappresentate Teodora, Eleonora d'Aquitania, Artemisia Gentileschi, Isabella d'Este e Virginia Woolf.

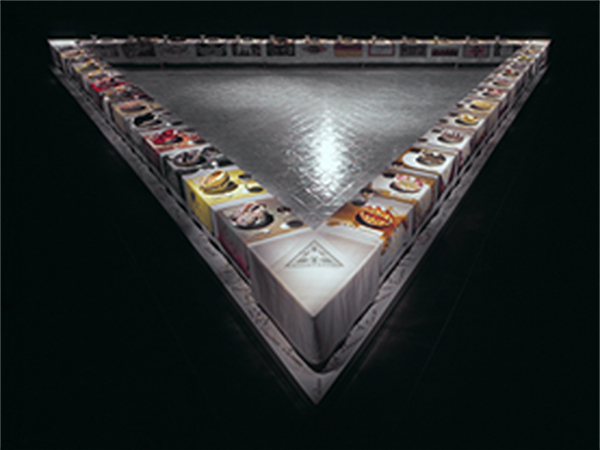
The Dinner Party

## Descrizione
The Dinner Party è un'installazione composta da una tavola triangolare di circa 15 metri per lato. Ogni posto della tavola include un telo ricamato con il nome di una donna celebre - insieme ad immagini e simboli ad essa collegati - un tovagliolo, posate, un calice e un piatto in ceramica dipinto a mano. Molti di questi piatti hanno un rilievo a forma di farfalla o di fiore, da intendersi come simbolo di una vulva.
La tavola comprende 39 posti che corrispondono ad altrettante donne. Si appoggia su una base, chiamata "Heritage floor", triangolo equilatero composto da 2300 piastrine di porcellana su cui figurano i nomi di 999 donne del mito e della storia, associate alle 39 convitate seguenti:
Ala I: Dalla Preistoria all'Impero Romano
1. Dea Primordiale
2. Dea della fertilità
3. Ishtar
4. Kālī
5. Dea dei serpenti
6. Sophia
7. Amazzone
8. Hatshepsut
9. Giuditta
10. Saffo
11. Aspasia
12. Boadicea
13. Ipazia

Ala II: Dagli inizi del Cristianesimo alla Riforma
1. Marcella
2. Santa Brigida
3. Teodora
4. Roswitha
5. Trotula
6. Eleonora d'Aquitania
7. Ildegarda di Bingen
8. Petronilla de Meath
9. Christine de Pizan
10. Isabella d'Este
11. Elisabetta I
12. Artemisia Gentileschi
13. Anna Maria van Schurman

Ala III: Dalla Rivoluzione Americana al Femminismo
1. Anne Hutchinson
2. Sacajawea
3. Caroline Herschel
4. Mary Wollstonecraft
5. Sojourner Truth
6. Susan B. Anthony
7. Elizabeth Blackwell
8. Emily Dickinson
9. Ethel Smyth
10. Margaret Sanger
11. Natalie Barney
12. Virginia Woolf
13. Georgia O'Keeffe

## Cronistoria

### Realizzazione
Judy Chicago realizza The Dinner Party fra il 1974 e il 1979, con l'assistenza di volontari, artigiani uomini e donne, per "mettere fine al ciclo continuo di omissioni che hanno escluso le donne dagli archivi della Storia".
L'opera è stata donata dalla Fondazione Elizabeth A. Sackler al Brooklyn Museum di New York, dove è esposta.

### Reazioni

#### Prime reazioni della critica (1980-1981)
The Dinner Party ha provocato diverse reazioni. La critica femminista Lucy R. Lippard ha dichiarato: "La mia esperienza iniziale è stata fortemente emotiva... Più tempo passavo davanti all'opera e più mi appassionavo ai suoi dettagli complessi ai suoi significati nascosti". Ha anche difeso l'opera in quanto esempio eccellente dell'azione femminista. Queste reazioni sono state espresse anche da altri critici, e sono stati numerosi coloro che hanno accolto favorevolmente l'installazione.
Tuttavia, vi sono state anche stroncature dell'opera. Hilton Kramer ha sostenuto che «The Dinner Party reitera il suo tema con un'insistenza ed una volgarità forse più appropriate a una campagna pubblicitaria che ad un'opera d'arte. Ha definito il lavoro non soltanto un oggetto kitsch, ma anche espressione di un'arte «grossolana, solenne e arretrata», «così impantanato nelle devozioni a una causa che non riesce in alcun modo ad acquistare una vita artistica indipendente».
Maureen Mullarkey ha ugualmente criticato l'opera, qualificandola come moralizzatrice e falsa per le donne che pretende rappresentare. In particolare, ha rifiutato il sentimento a cui si appellava «guardate la parte inferiore del ventre e tutte si assomigliano», una «essenzializzazione» di tutte le donne che non rispetta la causa femminista. Maureen Mullarkey ha anche contestato l'aspetto gerarchico dell'opera, affermando che Judy Chicago aveva approfittato delle sue volontarie di sesso femminile. Ugualmente, Roberta Smith ha dichiarato a proposito dell'opera che «la sua portata storica e l'importanza sociale sono forse superiori al suo valore estetico».

#### Reazioni successive
Alcune critiche come Maureen Mullarkey sono ritornate in seguito a The Dinner Party e hanno dichiarato che le loro opinioni non erano cambiate. Altre reazioni posteriori sono comunque state più moderate o più accoglienti, anche se solo per una valorizzazione dell'opera fondata sulla sua continua importanza.
Amelia Jones, per esempio, situa l'opera nella storia dell'arte e l'evoluzione del femminismo per spiegare le reazioni dei critici. Vede nelle obiezioni di Hilton Kramer a quest'opera un prolungamento delle idee moderniste sull'arte; dichiara: «l'opera è una sovversione flagrante dei sistemi modernisti di determinazione del valore, in cui si preferisce l'oggetto estetico puro al sentimentalismo degradato delle arti domestiche e popolari. Amelia Jones affronta anche l'argomento dei critici per cui The Dinner Party non sarebbe vera arte per la sua immensa popolarità e l'attrazione esercitata sul pubblico. Mentre Hilton Kramer giudicava che la popolarità dell'opera ne rivelava la qualità inferiore, Lucy Lippard e la stessa Judy Chicago pensavano che si dovesse considerare come una qualità la capacità dell'opera di parlare al grande pubblico.
L'immagine della «vulva farfalla» continua ad essere allo stesso tempo molto criticata e molto apprezzata. Molti conservatori l'hanno criticata per ragioni che Robert K. Dornan ha riassunto dichiarando che si trattava di "pornografia in rilievo e in ceramica", ma alcune femministe hanno anche giudicato che questa immagine poneva problemi in ragione della sua natura passiva. Tuttavia, l'opera s'inscrive nel movimento femminista degli anni '70, che ha glorificato il corpo femminile e si è concentrato su di esso. Altre femministe non accettano l'idea principale di quest'opera, poiché mostra un'esperienza femminile universale, che secondo molte persone non esiste. Per esempio, le lesbiche e le donne di etnie non bianche e non europee non sono ben rappresentate nell'opera.
Amelia Jones tratta l'argomento della realizzazione dell'opera in collaborazione. Molti critici hanno rimproverato a Judy Chicago di pretendere che l'opera fosse frutto di una collaborazione, mentre l'artista ne era padrona. Judy Chicago comunque non ha mai preteso che il lavoro fosse un genere di collaborazione ideale ed ha sempre assunto l'intera responsabilità dell'opera.